# デビューアルバムに針を落として… おニャン子クラブ編
『デビューアルバムに針を落として… おニャン子クラブ編』（- はりをおとして… おニャンコクラブへん）は、おニャン子クラブ及び会員メンバーの楽曲が収録されたコンピレーション・アルバム。2006年9月20日発売。発売元はポニーキャニオン。

## 解説
1980年代後半に活動したアイドル集団 "おニャン子クラブ" 本体をはじめ、同グループから派生したユニット、ソロ歌手のデビュー・アルバム1曲目を集めたオムニバスCD。デビュー順ではなく、「ファースト・アルバム発表順」に収録されている。なお、本CDはポニーキャニオンから発売されたものであるが、全てのファースト・アルバムがポニーキャニオンから発売されたものではなく、一部は他のレコード会社から発売されたものである。
- ソニーレコード系列 … 河合その子・国生さゆり・渡辺美奈代・城之内早苗・渡辺満里奈・我妻佳代
- ワーナー・パイオニア … ニャンギラス
- フォーライフミュージックエンタテイメント … 吉沢秋絵

上記歌手以外のものは、ポニーキャニオンから発売された。
なお、多くは過去にアルバム単位でCDとして発売されたことがあり、初CD化となる音源は収録されていない。

## 収録曲
1. いじわるねDarlin'
  - 作詞: 秋元康、作曲: 松尾清憲、編曲: 山川恵津子
  - 歌: おニャン子クラブ、アルバム『KICK OFF』（1985.9.21）収録曲。
2. 午後のパドドゥ
  - 作詞: 芹沢類、作曲・編曲: 後藤次利
  - 歌: 河合その子、アルバム『その子』（1985.12.5）収録曲。
3. ピンクのリボン
  - 作詞: 秋元康 、作曲・編曲: 後藤次利
  - 歌: 新田恵利、アルバム『ERI』（1986.5.2）収録曲。
4. SE・KI・LA・LA
  - 作詞: 秋山道男、作曲・編曲: 後藤次利
  - 歌: うしろゆびさされ組、アルバム『ふ・わ・ふ・ら』（1986.6.5）収録曲。
5. 空色の微熱
  - 作詞: 谷穂ちろる、作曲: 山梨鐐平、編曲: 小林信吾
  - 歌: 吉沢秋絵、アルバム『彼女の夏』（1986.6.21）収録曲。
6. “I Love You!”を翼にして
  - 作詞: 秋元康、作曲: 黒住憲五、編曲: 佐藤準
  - 歌: 国生さゆり、アルバム『Pep Talk』（1986.7.16）収録曲。
7. 私は里歌ちゃん（Re-mix Version）
  - 作詞: 秋元康、作曲・編曲: 見岳章
  - 歌: ニャンギラス、アルバム『最初で最後』（1986.8.25）収録曲。
8. SWEET REVOLUTION
  - 作詞: 神沢礼江、作曲: 池田幸司、編曲: 大村雅朗
  - 歌: 福永恵規、アルバム『SPLASH』（1986.11.14）収録曲。
9. ピンクのパラダイス
  - 作詞: 川村真澄、作曲・編曲: 後藤次利
  - 歌: 渡辺美奈代、アルバム『アルファルファ』（1986.11.29）収録曲。
10. 悲しみの粉雪
  - 作詞: 秋元康、作曲: 後藤次利、編曲: 若草恵
  - 歌: 城之内早苗、アルバム『冬芝居』（1987.1.1）収録曲。
11. くちびるの願い
  - 作詞: 沢ちひろ、作曲: 明日香、編曲: 清水信之
  - 歌: 高井麻巳子、アルバム『いとぐち』（1987.1.21）収録曲。
12. ホリディ・ビジター
  - 作詞: 秋元康、作曲: 山本はるきち、編曲: 新川博
  - 歌: 渡辺満里奈、アルバム『MARINA』（1987.2.26）収録曲。
13. 手のひらの翼
  - 作詞: 沢ちひろ、作曲・編曲: 崎谷健次郎
  - 歌: 内海和子、アルバム『LUNCH TIME』（1987.3.21）収録曲。
14. 天使のボディーガード
  - 作詞: 秋元康、作曲: 後藤次利、編曲: 佐藤準
  - 歌: ゆうゆ with おニャン子クラブ、アルバム『ゆうゆ光線』（1987.7.29）収録曲。
15. あなたを知りたい
  - 作詞: 秋元康、作曲・編曲: 後藤次利
  - 歌: うしろ髪ひかれ隊、アルバム『うしろ髪ひかれ隊』（1987.9.5）収録曲。
16. 哀しみのエトランゼ
  - 作詞: 田口俊、作曲・編曲: 後藤次利
  - 歌: 工藤静香、アルバム『ミステリアス』（1988.1.21）収録曲。
17. アイツはハリケーン
  - 作詞: 谷穂ちろる、作曲: 岸正之、編曲: 鷺巣詩郎
  - 歌: 我妻佳代、アルバム『OH! CHAPPY』（1988.4.21）収録曲。
18. おとといおいで
  - 作詞: 高柳恋、作曲・編曲: 後藤次利
  - 歌: 生稲晃子、アルバム『「生稲」De-Dance』（1988.11.21）収録曲。